# Чинник страху, або Лорі перемагає страх перед ескалатором
«Чинник страху, або Лорі перемагає страх перед ескалатором» (англ. A Problem with Fear) — канадський комедійно-драматичний фільм 2003 року. Прем'єра стрічки відбулась на Міжнародному кінофестивалі в Торонто.

## Сюжет
Лорі працює в магазині в Калгарі. Він боїться всього, що пов'язано з технологіями та не тільки: ліфт, ескалатор, перехрестя, переходи. В нього часто з'являється передчуття і прогнози трагедій. Його сестра Мішелль працює в компанії з виробництва пристроїв, які допомагають у боротьбі з фобіями. У якийсь момент Лорі починає вірити, що він причетний до смертей від речей, яких він боїться.

## У ролях
| Актор               | Роль    |
| ------------------- | ------- |
| Пауло Костанцо      | Лорі    |
| Емілі Гемпшир       | Дот     |
| Віллі Гарсон        | Ерін    |
| Кіган Коннор Трейсі | Вікі    |
| Камілль Салліван    | Мішелль |
| Бенжамін Ратнер     | Алан    |
| Марні Алтон         | Дафна   |

## Створення фільму

### Виробництво
Зйомки фільму проходили в Монреалі, Канада.

### Знімальна група
- Кінорежисер — Гері Бернс
- Сценаристи — Донна Брунсдейл, Гері Бернс
- Кінопродюсери — Люк Дері, Джордж Баптист, Ширлі Веркрюйсс
- Композитор — Джон Абрам
- Кінооператор — Стефан Іванов
- Кіномонтаж — Іванн Тібодо
- Художник-постановник — Кен Ремпел
- Художник-декоратор — Пол Гілі
- Художник з костюмів — Девора Браун
- Підбір акторів — Корінн Кларк, Андреа Кенйон, Венді О'Браєн[1]

## Сприйняття

### Критика
Фільм отримав переважно негативні відгуки. На сайті Rotten Tomatoes оцінка стрічки становить 17 % на основі 6 відгуків від критиків (середня оцінка 4,6/10) і 48 % від глядачів із середньою оцінкою 2,9/5 (1 518 голосів). Фільму зарахований «гнилий помідор» від кінокритиків та «розсипаний попкорн» від глядачів, Internet Movie Database — 5,5/10 (290 голосів).

### Номінації та нагороди
| Нагороди та номінації фільму «Чинник страху, або Лорі перемагає страх перед ескалатором» | Нагороди та номінації фільму «Чинник страху, або Лорі перемагає страх перед ескалатором» | Нагороди та номінації фільму «Чинник страху, або Лорі перемагає страх перед ескалатором» | Нагороди та номінації фільму «Чинник страху, або Лорі перемагає страх перед ескалатором» | Нагороди та номінації фільму «Чинник страху, або Лорі перемагає страх перед ескалатором» | Нагороди та номінації фільму «Чинник страху, або Лорі перемагає страх перед ескалатором» |
| Рік                                                                                      | Кінофестиваль/кінопремія                                                                 | Категорія/нагорода                                                                       | Номінант                                                                                 | Результат                                                                                |                                                                                          |
| ---------------------------------------------------------------------------------------- | ---------------------------------------------------------------------------------------- | ---------------------------------------------------------------------------------------- | ---------------------------------------------------------------------------------------- | ---------------------------------------------------------------------------------------- | ---------------------------------------------------------------------------------------- |
| 2004                                                                                     | «Джині»                                                                                  | Найкраща гра акторки в ролі другого плану                                                | Емілі Гемпшир                                                                            | Номінація                                                                                |                                                                                          |
| 2004                                                                                     | «Джині»                                                                                  | Найкраще досягнення в операторській роботі                                               | Стефан Іванов                                                                            | Номінація                                                                                |                                                                                          |